# Regija Gorno-Badahšan
Gorno-Badahšan, uradno Avtonomna gorska regija Badahšan, je avtonomna regija v vzhodnem Tadžikistanu, v gorovju Pamir. Sestavlja skoraj petinštirideset odstotkov ozemlja države, a le dva odstotka njenega prebivalstva.

## Ime
Uradno ime avtonomne regije je Avtonomna gorska regija Badahšan. Ime Badahšan (iz rusko Бадахшан; tadžiško Бадахшон) izhaja iz sasanidskega naziva bēdaxš ali badaxš. "Gorno-Badahšan" dobesedno pomeni 'gorski Badahšan' in izhaja iz ruskega imena avtonomne regije, Gorno-Badahšanskaja avtonomnaja oblast. Ruska okrajšava GBAO se pogosto uporablja tudi v tujejezičnih publikacijah nacionalnih in mednarodnih organov, kot sta vlada Tadžikistana in Združeni narodi.

## Zgodovina
Cesarske sile so vedno oporekale mejam in politični oblasti v Zahodnem Pamirju. Med 17. in 19. stoletjem je več pol samoupravnih držav, vključno z Darvazom, Šughnun-Rušan in Vakhan, vladalo ozemljem, ki so danes del avtonomne regije Gorno-Badahšan v Tadžikistanu in province Badahšan v Afganistanu. V poznem 19. stoletju sta emirata Kokand in nato Buhara imela politično oblast nad regijo, dokler Zahodnega Pamirja ni začela kolonizirati Rusija leta 1896. Čeprav sta Rusija in Britanski imperij leta 1896 označila svojo skupno mejo prek Pamirja, kar je povzročilo nastanek Vakanskega koridorja, so si druge regionalne sile, kot sta Kitajska in Afganistan, pa tudi vladajoče elite Badahšana, Buhare, Kašgarije in Kašmirja enako prizadevale za razširitev svojega vpliva v Pamirju. Tako je bilo pogorje Sarikol de facto označeno kot vzhodna meja leta 1894 med cesarstvom Čing in Ruskim imperijem.  Ta imperialna zgodovina je aktualna še danes, saj je določila sodobne jugovzhodne meje današnje avtonomne pokrajine.

### Sovjetska zveza
Tadžikistanski Badahšan kot značilna državna enota s svojimi sodobnimi zahodnimi mejami in rusko oznako GBAO je bil leta 1925 ustanovljen kot avtonomna republika. Kasneje leta 1929 se je to spremenilo v avtonomno oblast Tadžiške sovjetske socialistične republike (Tadžiška SSR). Obsedenost sovjetskih orientalistov s kategorizacijo ljudstev je med drugim vodila do fiksacije identitetne kategorije Pamirja ali 'gorskih Tadžikov' v sovjetsko etnogenezo. V letih Sovjetske zveze je bilo Gornemu Badahšanu kot obmejnemu ozemlju Sovjetske zveze dodeljenih veliko sredstev, na primer s privilegiranim dostopom do visokega šolstva in gradnjo infrastrukture, kot je Pamirska cesta leta 1935, ki se je še danes spominjamo kot časa modernosti. Zato so ljudje iz Pamirja nekoč omogočali mobilnost navzgor in dostop do političnih uradov v Tadžikistanski SSR. V znanstvenem diskurzu se to obravnava kot ukrep za zaščito zvestobe državnemu socializmu subjektov na strateško pomembni sovjetski 'meji'.

### Od osamosvojitve
Ko je leta 1992 v Tadžikistanu izbruhnila državljanska vojna, je lokalna vlada v Gornem Badahšanu razglasila neodvisnost od Tadžikistana. Številni politično aktivni Pamirci so se pozneje med tadžikistansko državljansko vojno pridružili demokratičnemu političnemu gibanju La'al-e Badahšan, ki je zahtevalo avtonomijo in demokratično vladavino regije. Regionalizem je bil pomemben strukturni dejavnik v državljanski vojni v Tadžikistanu, tako da je ismailska identiteta postala ključni pokazatelj mobilizacije. La'al-e Badahšan se je pridružil združeni tadžikistanski opoziciji leta 1997. Zaradi tega so bili pozneje tarča ljudske fronte, ki je sestavila kasnejšo vlado in nato izključena iz politične sfere neodvisnega Tadžikistana. Vlada Gorno-Badahšan je kasneje odstopila od svojih pozivov k neodvisnosti.
Po razpadu Sovjetske zveze je Ismailitska razvojna organizacija AKDN dostavljala Gorno-Badahšan oskrbo iz Kirgizistana, kar je preprečilo stradanje prebivalstva med državljansko vojno. Medtem ko sama AKDN to angažiranje obravnava kot začasen ukrep, številni prebivalci zahtevajo stalno prisotnost humanitarne pomoči. Mnogi to vidijo kot nadaljevanje preskrbe z dobrinami v času Sovjetske zveze. Ta skupna izkušnja sovjetske in ismailske razvojne pomoči skupaj z zanemarjanjem in zatiranjem s strani tadžikistanske države je pripeljala do tega, da so se ljudje dojemali kot Pamirce in ne kot Tadžike.
Leta 2011 je Tadžikistan ratificiral pogodbo iz leta 1999 o odstopu 1000 km2 zemlje v gorovju Pamir Ljudski republiki Kitajski (LRK), s čimer se je končal 130-letni mejni spor in kitajske zahteve po več kot 28.000 km2 tadžikistanskega ozemlja. V drugih primerih so kitajski učenjaki zahtevali nadzor nad celotnim gorovjem Pamir. Vendar pa vlada Republike Kitajske (ROC) s sedežem v Tajpeju ne priznava te pogodbe in si še naprej lasti ozemlje, kot je razvidno iz njenih uradnih zemljevidov. Medtem ko vlada Tadžikistana odstop zemlje slavi kot diplomatsko zmago, številni tadžikistanski učenjaki, opozicija in deli prebivalstva izpodbijajo obstoj 'spora' v celoti, saj vidijo, da ozemlje Badahšana v celoti pripada Tadžikistanu. Namesto tega so nekateri, zlasti v Gornem Badahšanu, leta 2011 Kitajski prepustili zemljišče, ki je pripadalo Kuhistani Badahšan, zaznali kot ozemeljsko izgubo in sprožilo zaskrbljenost glede nadaljnjih posegov v kitajsko državo.

### Civilni nemiri 21. stoletja
Od konca državljanske vojne je v regiji prišlo do številnih nasilnih spopadov in demonstracij, z večjimi primeri državljanskih nemirov v letih 2012, 2014, 2018, 2021 in 2022. Spopadi so izbruhnili 24. julija 2012 med tadžikistansko vojsko in militanti, zvestimi nekdanjemu vojnemu poveljniku Tolibu Ajombekovu, potem ko je bil Ajombekov obtožen umora tadžikistanskega generala. 18. maja 2022 je okoli 200 protivladnih demonstrantov, ki jih je vodil Mamadbokir Mamadbokirov, blokiralo cesto v Rušonu, ki je vodila do regionalne prestolnice Khorog. Nasilni spopadi med tadžikistansko vojsko in prebivalstvom GBAO v letih 2012, 2014, 2018, 2021 in 2022 so vrhunci nenehne militarizacije regije. Gledalci ocenjujejo ta dejanja vlade kot strategijo za pridobitev popolnega političnega nadzora nad nekdanjim avtonomnim Gorno-Badahšanom, pa tudi nad neformalno trgovino z opijem, kar je dosegla vrhunec z atentatom na več vplivnih lokalnih voditeljev. To krši tadžikistanski mirovni sporazum.
Maja 2022 so tadžikistanske vladne sile ubile 40 civilistov, ki so protestirali proti mučenju in umoru mladinskega predstavnika Gulbiddina Ziyobekova. Tadžikistansko notranje ministrstvo je izjavilo, da so protestniki poskušali »destabilizirati družbene in politične razmere« v regiji. Številni protestniki, pa tudi novinarji in borci za človekove pravice so bili pridržani v kasnejšem prikrivanju. Poleg tega je vlada zasegla nepremičnine in ugrabila celo opozicijske Pamirce v tujini. Nekateri aktivisti za človekove pravice situacijo opisujejo kot 'etnično čiščenje'. Genocide Watch poudarja polarizacijo in preganjanje Pamircev prek vlade.

## Geografija
Okraj Darvoz je zahodni »kljun« pokrajine. Zahodno-osrednji Gorno-Badahšan je večinoma niz gorskih verig vzhod-zahod, ločenih z dolinami rek, ki se izlivajo v reko Pandž. Revirji ustrezajo rečnim dolinam. Okrožje Murghob zavzema vzhodno polovico province in je večinoma opustošena planota z visokimi gorami na zahodu.
Okrožja Gorno-Badahšan so:
- Okrožje Darvoz (najbolj zahodno, severno)
- Okrožje Vandž (zahod, sever)
- Okrožje Rušon (zahod, sredina)
- Okrožje Šughnon (zahod, sredina)
- Okrožje Roštkala(zahod, jug)
- Okrožje Iškošim (zahodno, najjužneje)
- Okrožje Murghob (vzhodni dve tretjini)

Gorno-Badahšan pokriva celoten vzhodni del Tadžikistana in meji na kitajsko Ujgurska avtonomna pokrajina Šindžjang na vzhodu, na afganistansko provinco Badahšan na jugu in na kirgizistansko regijo Oš na severu. Znotraj Tadžikistana je zahodna meja Gorno-Badahšan z okrožji republikanske podrejenosti (DRP), konica njegovega jugozahodnega prsta (okrožje Darvoz) pa meji na regijo Khatlon. Najvišje vzpetine v regiji so v gorovju Pamir (predvsem gora Imeon), ki ga domačini imenujejo 'streha sveta'. Tu so trije od petih 7000-metrskih vrhov v Srednji Aziji, vključno z vrhom Ismoil Somoni (nekdanji Pik komunizma in pred tem Pik Stalina; 7495 m), Pik Ibn Sina (nekdanji Pik Lenina in še vedno znan pod tem imenom na svoji kirgiški strani; 7134 m) in Pik Ozodi (nekdanji Korženjevskoj; 7105 m).

## Demografija
Prebivalstvo, ki živi v Gorno-Badahšanu, je od leta 2019 ocenjeno na 226.900. Največje mesto je Khorog, s 30.300 prebivalci (ocena 2019); Murghob je drugo največje, s približno 4000 prebivalci.
Po podatkih državnega statističnega odbora Tadžikistana se večina prebivalcev Gorno-Badahšana identificira kot Pamirci. Preostali del prebivalstva se dojema kot Kirgizi ali pripadniki drugih narodnosti.

### Religije
Večinska vera v Gorno-Badahšanu je Ismaili šiitizem in spoštovanje Aga Kana je zelo razširjeno. Kljub temu so v Gornem Badahšanu tudi sunitski muslimani. Tablighi Džamat, sunitsko misijonarsko gibanje, je v 2000-ih izvajalo dava. Vlada je med drugim prepovedala in preganjala to gibanje kot del njihove širše kampanje proti nedržavnemu islamu.
Leta 2009 se je praznovalo leto Imam hanefijskega islama, vendar je večina Pamircev privržencev ismailskega šiitskemu islamu. Kasneje je bilo treba verske ustanove ponovno registrirati, pri čemer so bile izločene vse ustanove, ki niso ustrezale verskemu prepričanju države.